# Coatepec, Veracruz
Coatepec là một đô thị thuộc bang Veracruz, México. Năm 2005, dân số của đô thị này là 79787 người.